# ماهی که قدش به سرو میماند راست
رباعی با مطلع «ماهی که قدش بسرو میماند راست» چهارمین رباعی از دیوان حافظ به تصحیح محمد قزوینی و قاسم غنی می باشد.
| ماهی که قدش بسرو میماند راست |  | آیینه بدست و روی خود می آراست |
| دستارچهٔ پیشکشش کردم گفت      |  | وصلم طلبی زهی خیالی که تراست  |